# 76. pehotni polk (Avstro-Ogrska)
Za druge 76. polke glejte 76. polk.
76. pehotni polk (izvirno nemško Infanterie-Regiment Nr. 76; dobesedno slovensko: Pehotni polk št. 76) je bil pehotni polk k.u.k. Heera.

## Poimenovanje
- Böhmisches Infanterie Regiment »von Salis-Soglio« Nr. 76
- Infanterie Regiment Nr. 76 (1915 - 1918)

## Zgodovina
Polk je bil ustanovljen leta 1860. 

### Prva svetovna vojna
Polkovna narodnostna sestava leta 1914 je bila sledeča: 54% Nemcev, 39% Madžarov in 7% drugih. Naborni okraj polka je bil v Šopronu, pri čemer so bile polkovne enote garnizirane sledeče: Esztergom (štab, II. in IV. bataljon), Šopron (I. bataljon) in Trebinje (III. bataljon).
V sklopu t. i. Conradovih reform leta 1918 (od junija naprej) je bilo znižano število polkovnih bataljonov na 3.

## Organizacija
1918 (po reformi)
- 1. bataljon
- 2. bataljon
- 4. bataljon

## Poveljniki polka
- 1865: Anton von Kleudgen[6]
- 1879: Albin Kuttig[7]
- 1908: Rudolf Hess[8]
- 1914: Johann Boeriu[1]